# Rijvaardigheidsbewijs
Een rijvaardigheidsbewijs of Verklaring van rijvaardigheid is een Nederlands document dat men ontvangt na het succesvol afleggen van een rijexamen zowel het theorie- als het praktijkexamen. Met dit document kan bij de gemeente waar men woonachtig is een rijbewijs worden aangevraagd. De registratie van de verklaring van rijvaardigheid is drie jaar geldig.

Het Nederlandse rijbewijs fungeert tevens als rijvaardigheidsbewijs. Als een rijbewijs niet tijdig is vernieuwd, dan behoudt het zijn betekenis als rijvaardigheidsbewijs.
Vroeger was een verlopen rijbewijs slechts een jaar lang geldig als rijvaardigheidsbewijs; daarna moest opnieuw rijexamen worden gedaan.